# Oliarus bidiensis
Oliarus bidiensis är en insektsart som beskrevs av Van Stalle 1991. Oliarus bidiensis ingår i släktet Oliarus och familjen kilstritar. Inga underarter finns listade i Catalogue of Life.